# Cleveland (Carolina del Nord)
Cleveland è un comune statunitense, sito nello stato della Carolina del Nord, contea di Rowan.

## Amministrazione

### Gemellaggi
- Killyleagh, dal 2008